# Іветі Сангалу

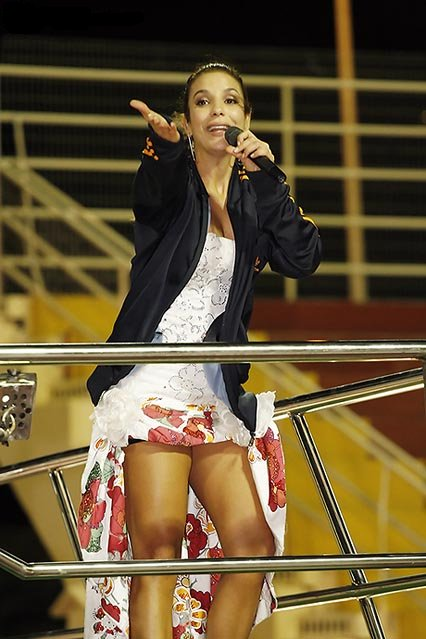
Івете Сангалу у Флоріанополісі

Іветі Сангалу (порт. Ivete Sangalo, народилася 27 травня 1972 в місті Жуазейру, штат Баїя, Бразилія) — популярна бразильська співачка у жанрі аше та MPB, авторка пісень та інколи актриса і телеведуча. Вона, ймовірно, є найпопулярнішою і найуспішнішою за кількістю продажів дисків сучасною бразильською співачкою, з шістьма альбомами, що випустив гурт Banda Eva з її участю та ще сьома альбомами протягом сольної кар'єри. Івете дуже відома своїм потужним голосом, чарівливістю і живими концертами. Її музика також популярна в Португалії.

## Біографія

### Раннє життя, Banda Eva і початок сольної кар'єри
Іветі Сангалу народилася в місті Жуазейру, штат Баїя, де провела все своє дитинство. Вона почала свою кар'єру співачки на шкільних подіях, після чого почала співати в барах. Скоро після цього, на неї звернула увагу Sony Music, з якою вона підписала контракт.
В 1993 році керівництво Sony Music вирішило реформувати гурт стилю аше Banda Eva, і Івете біла обрана на роль його солістки. Її харизматичний вигляд зробив вже перший альбом гурта лідером бразильських хіт-парадів. Її живий альбом з цим гуртом Banda Eva Ao Vivo, став його найпопулярнішим альбомом, розпроданий більш ніж мільйоном копій.
В 1997 році вона вирішила розпочати сольну кар'єру, і в 1999 випустила свій перший власний альбом. Цей альбом, з ритмами баїйської музики та аше, отримав золоту і платинову сертифікацію. Альбом, що вийшов наступного року, Beat Beleza, також отримав платинову сертифікацію. 2000 року вона випустила альбом Festa («Свято»), який став її новим успіхом і отримав платиновий статус. Festa стала також її найпопулярнішим синглом, а відео було показано по багатьох телевізійним каналам та стала найпопулярнішою піснею 2001 року в Бразилії. В кліпі цієї пісні епізодично знялися більш ніж 20 відомих бразильських співаків. 2002 року вона випустила новий альбом, Se Eu Não te Amasse Tanto Assim («Якщо я б не кохала тебе так сильно»), названий за назвою нового хіта, що зайняв першу позицію бразильського хіт-параду. Цей альбом, де вона співала разом із американським співаком Браяном Макнайтом, не досяг популярності її попередніх альбомів, але все ж був досить популярним. Наступний альбом, Clube Carnavalesco Inocentes Em Progresso, вийшов 2003 року, став найменш популярним з її альбомів, але й він отримав золоту сертифікацію.

### Відновлення кар'єри

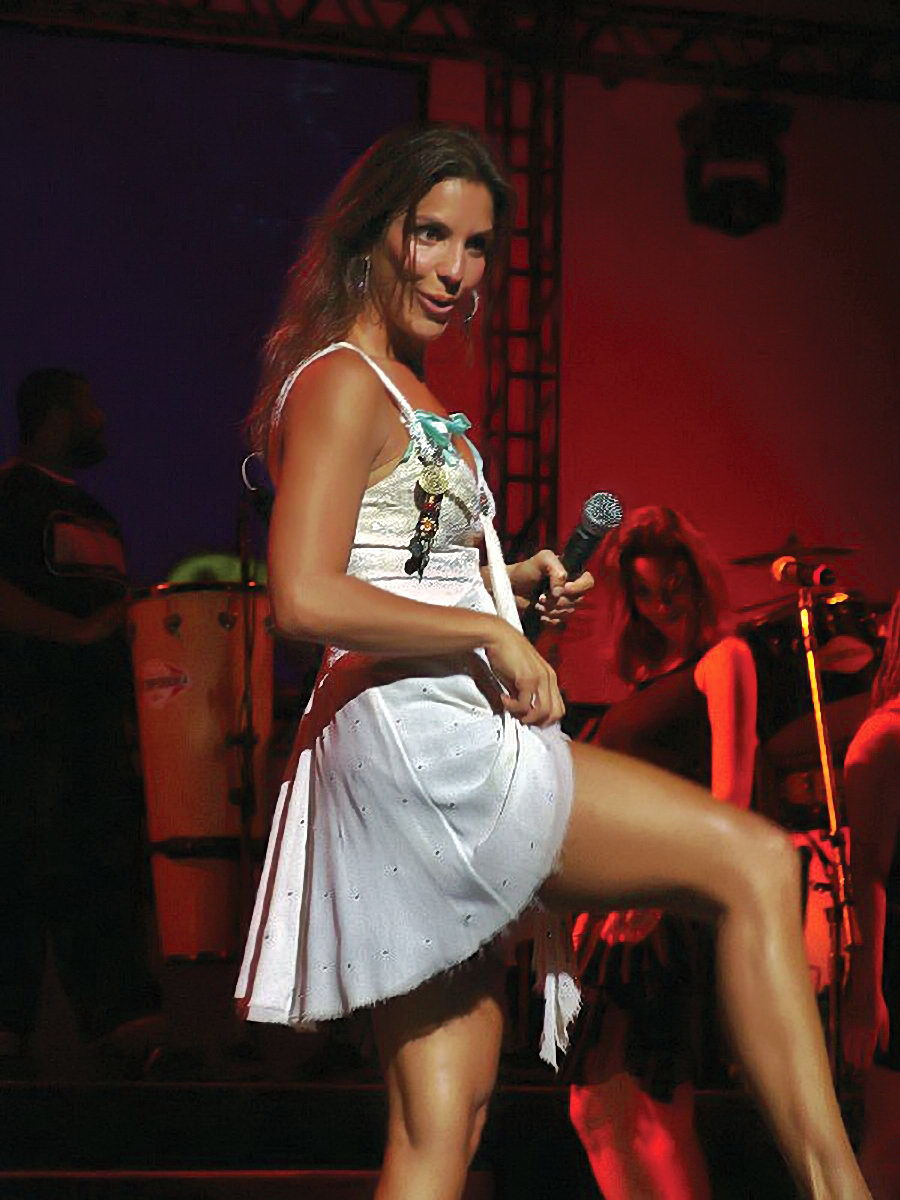
Іветі Сангалу

Альбом 2004 року MTV Ao Vivo Ivete Sangalo став збірником її найпопулярніших пісень, багато з яких вже входили до попередніх альбомів, та навіть включали хіти, виконані разом з Banda Eva. Альбом отримав велику популярність, особливо завдяки пісні Sorte Grande, перейменованої в народі на Poeira, та став хітом бразильських футбольних матчів та радіостанцій. Альбом отримав діамантову сертифікацію і став другим за обсягом продажів альбомом Бразилії 2004 року. DVD, який включав концерт, проведений на стадіоні Фонте-Нова, став тричі діамантовим, розпроданий в кількості 600 тис. копій, і став найпопулярнішим за обсягом продажів в Бразилії DVD за всі часи та першим у світі за 2005 рік.
Її альбом 2005 року, As Supernovas, отримав тричі платинову сертифікацію невдовзі після його виходу. Цей альбом включав пісні в силі 70-х років, написаних під впливом бразильського співака Еда Мотти. Також до альбому увійшла пісня Soy Loco por ti Americ авторства Жілберту Жіла. Титульна пісня альбому стала темою мильної опери каналу Rede Globo, Америка, завдяки чому стала дуже популярною. Її новий сингл Abalou не був так популярний, як попередні, але посів четверте місце в бразильському хіт-параді. Quando a Chuva Passar посів друге місце і був номінований на нагороду Латинська Греммі, що було незвичайно для неіспаномовної пісні.
16 грудня 2006 Іветі виступила на стадіоні Маракана в Ріо-де-Жанейро, на той час найбільшому стадіоні у світі, де виступали Пол Маккартні, Роллінг Стоунз, Kiss, Police, Rush, RBD, і Мадонна. Вона була другою бразильською співачкою, що виступала на цьому стадіоні після Sandy & Junior в 2002 році. Цей концерт вийшов на DVD в травні 2007 року. Якщо її попередній DVD вийшов на MTV Ao Vivo, то цей — під маркою Multishow Ao Vivo.
Найбільшими хітами за її кар'єру стали Sorte Grande (або Poeira, як її називали футбольні фани) і Festa, останній був найпопулярнішим на радіо і телебаченні. Також велику популярність отримав хіт Quando a Chuva Passar.
Зараз Іветі є найпопулярнішою бразильською співачкою за обсягом продажів CD і DVD, хоча Ана Кароліна підійшла до неї близько за популярністю. Також Івете є однією з найбагатших бразильських співачок, вона має власний літак, володіє кількома комерційними підприємствами і отримує найбільші в Бразилії гонорари за свої виступи, до 2 млн реалів за концерт. Завдяки ней, компанія звукозапису, з якою вона працює, Universal, стала найприбутковійшою в Бразилії, обійшовши Sony BMG.

### Політичні погляди
Відповідно до бразильської преси, Іветі відмовилася виступати на бразильському концерті Live Earth на знак протесту проти політики США. Вона заявила, що США, що найбільшою мірою забруднюють навколишнє середовище, є організаторами цього концерту, і вона б виступила на ньому, якщо б він був організований бразильцями. Проте, за версією її менеджерів, вона просто не досягла згоди з продюсерами концерту .
Також Івете булі одним з організаторів руху антиурядового протесту Cansei.

## Дискографія

### Banda Eva (1993—1998)
| Альбом            | Рік  | Продаж    |
| ----------------- | ---- | --------- |
| Banda Eva         | 1993 | 100 000   |
| Pra Abalar        | 1994 | 100 000   |
| Hora H            | 1995 | 120 000   |
| Beleza Rara       | 1996 | 400 000   |
| Banda Eva ao Vivo | 1997 | 1 200 000 |
| Eva, Você e Eu    | 1998 | 500 000   |

### Сольна кар'єра (з 1999 року)
| Альбом                                    | Рік  | Продаж    |
| ----------------------------------------- | ---- | --------- |
| Ivete Sangalo                             | 1999 | 600 000   |
| Beat Beleza                               | 2000 | 240 000   |
| Festa                                     | 2001 | 500 000   |
| Se Eu Não Te Amasse Tanto Assim           | 2002 | 100,000   |
| Clube Carnavalesco Inocentes em Progresso | 2003 | 200 000   |
| MTV Ao Vivo — Ivete Sangalo               | 2004 | 1 500 000 |
| As Super Novas                            | 2005 | 500 000   |
| Novo Millennium                           | 2005 | —         |
| O melhor de Ivete Sangalo                 | 2006 | 100 000   |
| Multishow ao vivo: Ivete no Maracanã      | 2007 | 1 800 000 |

### Сингли
| Рік  | сингл                                    | Позиція в чартах |
| Рік  | сингл                                    | BRA              |
| ---- | ---------------------------------------- | ---------------- |
| 1999 | «De Ladinho»                             | 2                |
| 1999 | «Carro Velho»                            | 1                |
| 1999 | «Canibal»                                | 7                |
| 2000 | «Se Eu Não Te Amasse Tanto Assim»        | 1                |
| 2001 | «A Lua Que Eu Te Dei»                    | 4                |
| 2001 | «Back at One» (дует з Браяном Макнайтом) | 3                |
| 2001 | «Empurra-Empurra»                        | 14               |
| 2001 | «Bug, Bug, Bye, Bye»                     | 11               |
| 2001 | «Pererê»                                 | 8                |
| 2001 | «Festa»                                  | 1                |
| 2002 | «Astral»                                 | 59               |
| 2002 | «Penso»                                  | 2                |
| 2004 | «Sorte Grande»                           | 4                |
| 2004 | «Faz Tempo»                              | 2                |
| 2004 | «Flor Do Reggae»                         | 1                |
| 2004 | «Céu Da Boca» (з Жілберту Жілом)         | 2                |
| 2005 | «Como Tu» (дует з Маргарет Менезіс)      | 30               |
| 2005 | «Soy Loco por Ti, America»               | 29               |
| 2005 | «Abalou»                                 | 1                |
| 2006 | «A Galera»                               | 6                |
| 2006 | «Quando A Chuva Passar»                  | 2                |
| 2006 | «Berimbau Metalizado»                    | 1                |
| 2006 | «Completo»                               | 1                |
| 2007 | «Deixo»                                  | 1                |
| 2007 | «Não Precisa Mudar»                      | 1                |
| 2008 | «Não Me Faça Esperar»                    | 3                |
| 2008 | «Não chore»                              | 3                |

110 тижнів.